# Lubné
Lubné (deutsch Lubna, früher Lubny) ist eine Gemeinde in Tschechien. Sie liegt acht Kilometer nordöstlich von Velká Bíteš und gehört zum Okres Brno-venkov.

## Geographie
Lubné befindet sich zwischen den Tälern der Libochovka und Halda in der Quellmulde eines kleinen Baches in der zur Böhmisch-Mährischen Höhe gehörigen Křižanovská vrchovina (Krischanauer Bergland). Im Westen erhebt sich der Chochol (512 m). Östlich des Dorfes führt durch mehrere Tunnel entlang der Halda die Bahnstrecke Brno-Havlíčkův Brod vorbei, die nächste Bahnstation ist Níhov.
Nachbarorte sind Žďárec und Ostrov im Norden, Kutiny und Řikonín im Nordosten, Chytálky im Osten, Kuřimské Jestřabí und Kuřimská Nová Ves im Südosten, Na Burkách, Katov und Křižínkov im Süden, Níhov, V Bařinách und Březí im Südwesten, Borovník im Westen sowie Rojetín im Nordwesten.

## Geschichte
Die erste schriftliche Erwähnung des Dorfes erfolgte im Jahre 1360.
Nach der Aufhebung der Patrimonialherrschaften bildete Lubny ab 1850 eine Gemeinde im Brünner Bezirk und Gerichtsbezirk Tischnowitz. Seit 1896 gehörte die Gemeinde unter dem Namen Lubný zum neu gebildeten Bezirk Tischnowitz. Im Jahre 1923 erhielt der Ort den Namen Lubné. Während der deutschen Besetzung wurden in den Tunneln der im Bau befindlichen Eisenbahnstrecke von Brünn nach Deutschbrod unter dem Decknamen Diana unterirdische Fertigungsanlagen für den Flugzeugbau der Messerschmitt GmbH errichtet. In der Umgebung entstanden zum Ende des Zweiten Weltkrieges Kriegsgefangenenlager. Die Baracken des Lager Kutiny wurden nach Kriegsende zu Erholungsobjekten umgebaut. Nach der Auflösung des Okres Tišnov kam das Dorf mit Beginn des Jahres 1961 zum Okres Žďár nad Sázavou. Seit Beginn des Jahres 2005 gehört die Gemeinde Lubné zum Okres Brno-venkov. Gepfarrt ist das Dorf zur Kirche St. Peter und Paul in Žďárec.

## Gemeindegliederung
Für die Gemeinde Lubné sind keine Ortsteile ausgewiesen. Zu Lubné gehört die Ansiedlung Kutiny.

## Sehenswürdigkeiten
- Kapelle der Jungfrau Maria
- Felsental der Halda, östlich unterhalb des Dorfes
- Eisenbahntunneln an der Strecke Brno-Havlíčkův Brod